# Хроники сумеречных охотников
Хроники сумеречных охотников (англ. The Shadowhunter Chronicles) — это серия книг и рассказов молодежного фэнтези, написанных американской писательницей Кассандрой Клэр совместно с другими писателями. Хроники рассказывают о сверхъестественном конфликте между сумеречными охотниками, группой могущественных гибридов людей и ангелов, и жителей Нижнего Мира, сообщества мифических существ, и их борьбе с демонами. 

## Книги написанные Кассандрой Клэр
- Орудия смерти — основная серия саги про Сумеречных охотников.

1. Город костей — 2007 г.
2. Город праха — 2008 г.
3. Город стекла — 2009 г.
4. Город падших ангелов — 2011 г.
5. Город потерянных душ — 2012 г.
6. Город Небесного огня. Часть 1 — 2014 г.
7. Город Небесного огня. Часть 2 — 2014 г.

- Адские механизмы — серия книг, предшествует событиям до «Орудия Смерти»

1. Механический ангел — 2010 г.
2. Механический принц — 2011 г.
3. Механическая принцесса — 2013 г.

- Последние часы — продолжение серии книг «Адские механизмы»

1. Золотая цепь — 2020 г.
2. Железная цепь — 2021 г.
3. Терновая цепь —  2022г.

- Тёмные искусства — продолжение первых серий книг «Орудия Смерти», «Адские Механизмы» и «Последние Часы»

1. Леди Полночь — 2016 г.
2. Лорд Теней — 2017 г.
3. Королева воздуха и тьмы — 2018 г.

- Злые силы — ожидается, информации пока нет, заключительная серия книг

## Книги написанные Кассандрой Клэр совместно с другими писателями
- Древние проклятия — серия книг про отношения Магнусе Бейна и Алека Лайтвуда

1. Красные свитки магии — 2019 г.
2. Потерянная Белая книга — 2020 г.
3. Черный том мёртвых — ожидается

- Хроники Бейна — (2013 — 2014 г.) — серия рассказов про Магнуса Бейна

1. Что на самом деле произошло в Перу
2. Сбежавшая королева
3. Вампиры, лепешки и Эдмунд Эрондейл
4. Полночный наследник
5. Восстание Отеля Дюморт
6. Спасение Рафаэля Сантьяго
7. Падение Отеля Дюморт
8. Что купить Сумеречному Охотнику, у которого есть все (и с которым ты все равно официально не встречаешься)
9. Последняя битва Института Нью-Йорка
10. Путь настоящей любви (и первых свиданий)
11. Автоответчик Магнуса Бейна
12. Галерея

- Хроники Академии Сумеречных Охотников — 2015 г. — сборник рассказов про Саймона Льюиса

1. Добро Пожаловать в Академию Сумеречных Охотников
2. Потерянный Эрондейл
3. Дьявол из Уайтчепела
4. Среди призраков
5. Зло, которое мы любим
6. Принцы и пажи
7. Горечь на языке
8. Испытание огнем
9. Тьма несчастья
10. Ангелы сходят дважды

- Призраки Сумеречного Базара — (2018—2019 г.) — серия рассказов про Джем Карстэйрс

1. Сын рассвета
2. Отбрасывая длинные тени
3. Всякая изящная вещица
4. Осознавая утрату
5. Любовь останется в живых
6. Злые
7. Через кровь, через пламя
8. Земля, которую я потерял
9. Потерянный мир
10. Навсегда падшие

- Кодекс сумеречных охотников — 2013 г. — путеводитель по хроникам
- История выдающихся сумеречных охотников и обитателей Нижнего Мира — 2017 г. — описание персонажей хроник

## Экранизации
- Орудия смерти: Город костей — 2013 г. — экранизация книги «Город костей»
- Сумеречные охотники — (2016 — 2019 г.) — телесериал по вселенной серии книг «Орудия смерти», 3 сезона.